# تفاح إكليلي
تفاح إكليلي (الاسم العلمي:Malus coronaria) هو نوع من النباتات يتبع جنس التفاح من فصيلة اللوزاوات.